# 父 パードレ・パドローネ

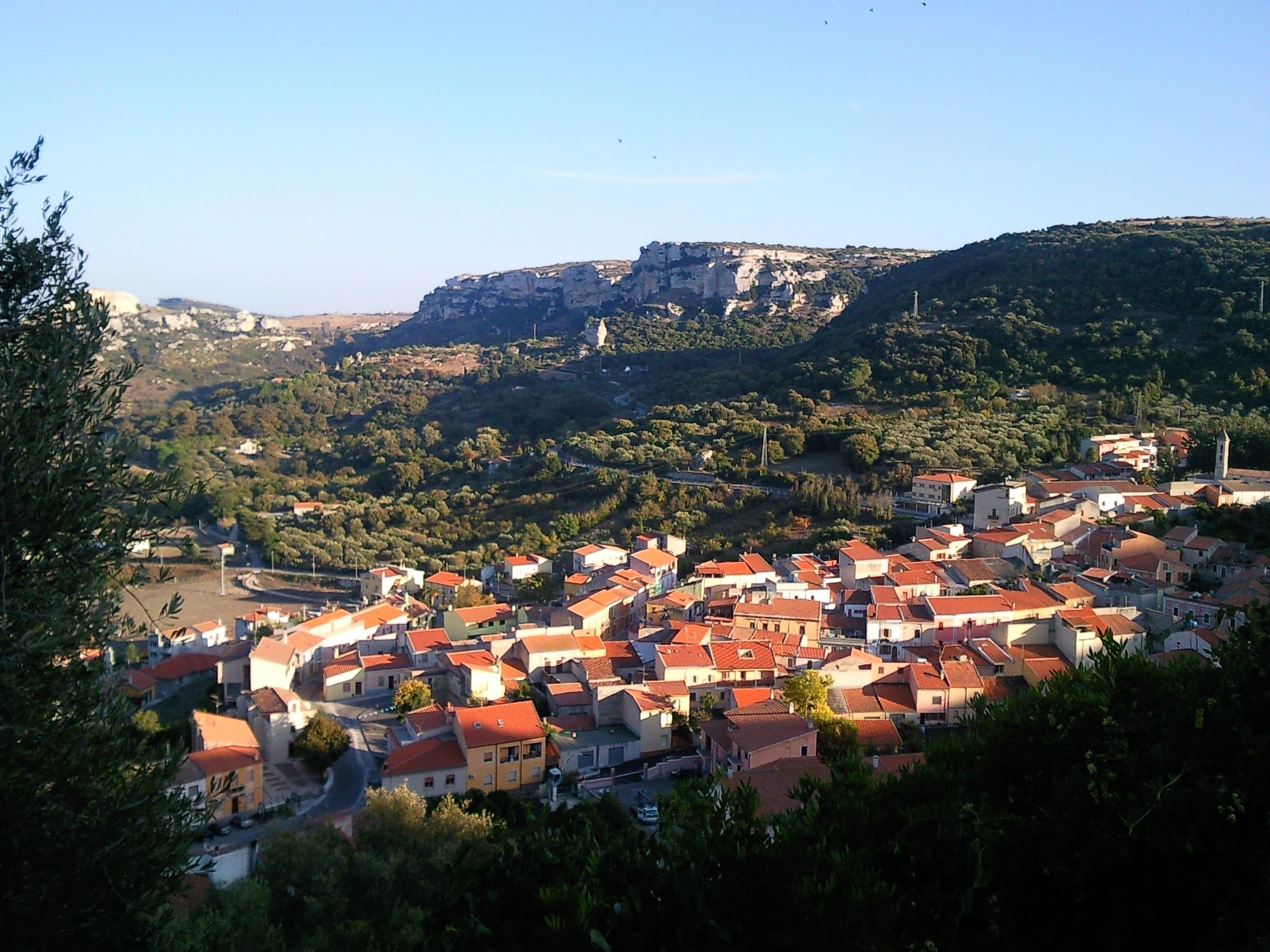
主撮影地：サルデーニャ州サッサリ県カルジェーゲ

『父 パードレ・パドローネ』（ちち パードレ・パドローネ、伊語Padre Padrone）は、1977年製作のイタリア映画で、監督はパオロ・タヴィアーニとヴィットリオ・タヴィアーニである。 イタリア語でパードレは父、パドローネは主人を意味する。英語圏ではFather and Masterと呼ばれることもある（劇場公開題）が、最近発売のDVDにはイタリア語の原題がつけられている。保守的な厳父によって、小学校を数週間だけで退学させられ、20歳になるまで、一切の教育を受ける機会を奪われて文盲であったサルデーニャ島の羊飼いが、親元を離れ、教育を身につけて自立する物語である。後に主人公は著名な言語学者になった。原作は同じ題名のガヴィーノ・レッダの自伝である。
この映画は1977年の第30回カンヌ国際映画祭でパルムドールを受賞した。

## キャスト
- オメロ・アントヌッティ
- サヴェリオ・マルコーニ（it:Saverio Marconi）
- ファブリツィオ・フォルテ（en:Fabrizio Forte）
- マルチェッラ・ミケランジェリ
- ナンニ・モレッティ

## ストーリー
この映画は、6歳のガヴィーノ（サヴェリオ・マルコーニ）が通っているシリゴの小学校の記録映画風の描写から始まる。彼の暴君のような父親（オメロ・アントヌッティ）は教室に踏み込み、教師と生徒に、ガヴィーノは学校を辞めて家族の羊の世話をしなければならないことを通告する。父の用心深い目とサディスティックな行動に虐げられながら、ガヴィーノはサルディニアの山で羊の世話をしてその後の14年を過ごす。そこで彼は自分自身のための「もの」を発見し、父親に反抗し始める。
ガヴィーノは、兵役の通達が届いて、家族と孤立から救われることになる。陸軍に在籍している間、彼は電子工学、イタリア語、クラシック音楽について学び、大学教育を受けたいとずっと望んでいた。
ガヴィーノが帰国すると、彼は父親に大学に通うことを宣言しする。彼の父はこれに反対し、彼を家族の家から追い出してやると怒鳴りつける。ガヴィーノと父親は深刻な対立に陥るが、結局ガヴィーノは大学に通い、優秀な学生となる。彼はサルデーニャ語の起源を専門とする言語学者になる。
ガヴィーノ・レッダ自身が彼の本を書いた理由と、サルデーニャの子供たちが土地と密接な関係を持つ農村地域の住民として何を期待できるかを語ったとき、映画は再び記録映画のスタイルで終わる。

## 音楽
- オペレッタ こうもり序曲（ヨハン・シュトラウス2世）[2]
- クラリネット協奏曲（モーツァルト）[2]

## 註
1. ↑  Cannes Film Festival 1977（IMDb 英語）参照。
2. 1 2  Padre Padrone (1977)Soundtracks - IMDb